# Idea Store

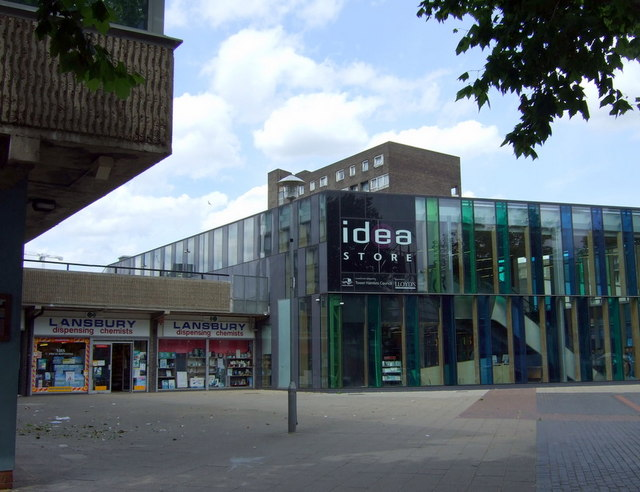
Une Idea Store.

 (octobre 2019).
 (juillet 2022).
Idea Store est un type de bibliothèques, ouvertes sept jours sur sept, en libre-service, avec crèche et café, combinant services d'informations, de formation continue, de rencontres et de loisirs au cœur du quartier de Tower Hamlets à Londres.

## Histoire
La stratégie initiale concernant le Idea Store a été approuvée en 1999 dans le but d’améliorer la condition des services d’informations et bibliothécaires du réseau des bibliothèques du quartier londonien de Tower Hamlets. Un quartier dont la PDG Judith St. John a décrit comme ayant « le pire service de bibliothèque à Londres ». Originellement, le concept du Idea Store était conçu afin de pouvoir offrir : « une manière qui capture les meilleures traditions du mouvement des bibliothèques et du secteur éducative, tout en les présentant de manière intéressante – une manière qui attire de nouveaux utilisateurs et conserve les utilisateurs existants simultanément ».
En demandant aux consommateurs et aux usagers de nommer leurs besoins lors de la création de l’Idea Store, St. John a pu déterminer que les gens avaient mis en évidence trois besoins essentiels à combler :
1. « Nous voulons fréquenter des endroits que nous avons l’habitude de fréquenter dans nos vies de tous les jours » ;
2. « Nous voulons un endroit qui nous fait nous sentir bien dans notre peau » ;
3. « Cet endroit doit nous appartenir ».

St. John a également déclaré qu’en entrant dans un Idea Store, une personne devrait « se sentir comme si certaines personnes dans cet espace s’intéressent à vous, qu’elles ont quelque chose à dire, et que ces personnes pourraient être votre voisin. »
À la suite d’un exercice de consultation, un important remodelage des services ainsi que des investissements en capital significatifs ont conduit à l’ouverture de la toute première Idea Store en mai 2002 à Bow. Puis, une approche plus coopérative axée sur le partenariat a été adoptée envers le développement des services et du financement, permettent ainsi au Learning & Skills Council ainsi qu’au Tower Hamlets College d’apporter des contributions importantes envers l’initiation du plan de stratégie.

## Le projet

### L’étude de marché
Le projet Idea Store est lancé en 1999 par le secrétaire d’État à la Culture, aux médias et au sport et par le Tower Hamlet Council, qui y a investi 20 millions de livres sterling. Il s’inscrit dans un vaste programme d’éducation, de formation tout au long de la vie et de réhabilitation de quartiers comme les Docklands. Ce projet concerne l’arrondissement de Tower Hamlets à Londres, l’un des plus défavorisés du Royaume-Uni. Le chômage y est élevé, surtout chez les populations immigrées ou de minorités ethniques : sur 207 000 habitants, 30 % sont Bengalis et environ 50 % sont Noirs ou de « minorités visibles ». Plusieurs constats ont été faits concernant le quartier :
- la sous-utilisation de la bibliothèque (moins de 20 % de la population) ;
- la sous-utilisation du centre de formation pour adulte (moins de 5 % de la population) ;
- seulement 31 % de la population a accès à Internet ;
- 35 % des adultes sont analphabètes.

Pourtant, 98 % des gens considéraient que les bibliothèques étaient importantes. Aussi, l’étude montre d’une part que les services offerts étaient peu nombreux et vieillots, qu’ils souffraient de l’image peu accueillante des bâtiments et d’autre part que le nombre de bibliothèques ou leur proximité n’influait pas sur leur fréquentation. De plus, l’étude met en valeur le fait que 61 % des gens interrogés fréquenteraient davantage les bibliothèques s'ils pouvaient y combiner d’autres activités, en tête desquelles se place le shopping (suivent les services bancaires et postaux, les transports et la rencontre d’amis).
Le projet visait donc à éliminer les barrières à l’apprentissage pour la population locale et à concevoir un service adapté au style de vie d’aujourd’hui, l’« idée » consistant à fusionner les centres de formations pour adultes avec les bibliothèques et de construire un partenariat fort entre ces services. L’emplacement des Idea Store a été soigneusement choisi et des activités connexes ont été intégrées « en douceur » aux bibliothèques, la place du livre restant centrale. Un fonds en langues étrangères (hindi, bengalî, chinois, urdu…) à destination des communautés a été développé et un travail sur l’image des centres a été mené afin d’attirer de nouveaux usagers, surtout les jeunes.

### Les objectifs
L’objectif des Idea Store est triple : rassembler la communauté autour d’un lieu convivial et culturel, améliorer le service public et encourager l’éducation et la formation. Leur influence est donc évaluée selon ces trois objectifs.

### Éducation
- élargir la participation et éliminer les barrières à l’apprentissage ;
- permettre aux gens de progresser dans leur apprentissage ;
- créer des clubs de devoirs scolaires ;
- favoriser des projets novateurs ;
- mettre l’accent sur l’apprentissage familial ;
- centrer la pédagogie sur l’apprenant.

### Réhabilitation du quartier
- stimuler l’économie locale ;
- promouvoir l’économie culturelle et créative locale ;
- développer des compétences à l’emploi ;
- rehausser l’image de l’arrondissement comme endroit où il fait bon vivre et travailler.

### Services publics modernes
- compétences accrues de l’administration en ligne ;
- points d’accès à l’administration en ligne ;
- engagement auprès des services gouvernementaux ;
- engagement auprès des jeunes.

### L'engagement et le design

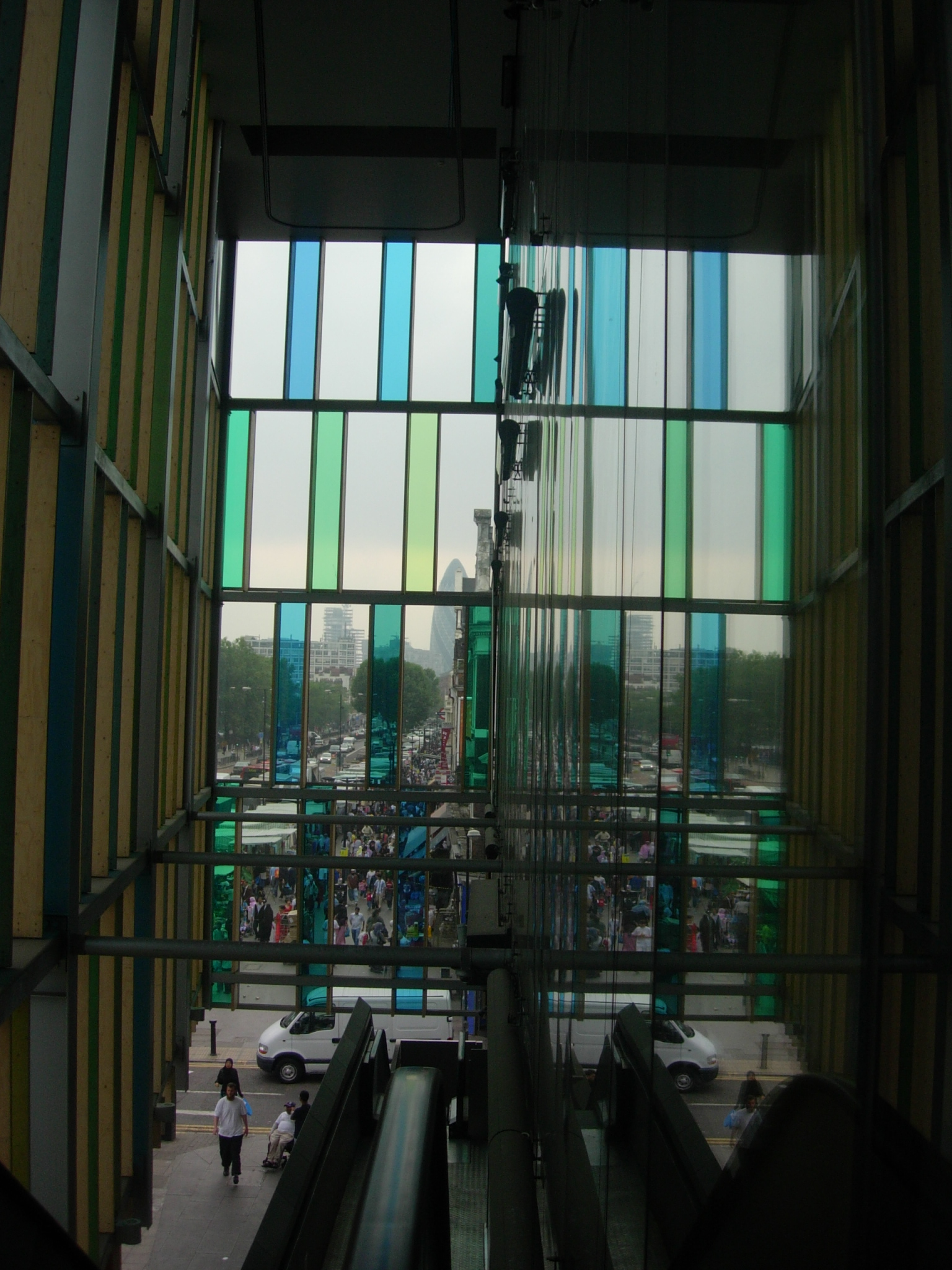
Entrée d'une Idea Store

Le terme « Idea Store » se traduit littéralement par « magasin d’idée ». Ces bibliothèques sont donc repensées en lien avec leur promotion et leur apparence pour le public, à savoir le branding et le design. Le « branding » des Idea Store peut se traduire comme l’engagement de la population pour ces lieux développés pour assurer « leur participation active : ils deviennent alors autonomes et peuvent s’investir personnellement dans la vie de la bibliothèque. » 
La notion d’engagement est présente dans l’élaboration des Idea Store, car ces derniers devaient changer la perception de la population de leur bibliothèque publique en l’informant sur la construction et la création de ces nouveaux lieux, avec leurs nouvelles fonctions et leurs nouveaux services, et ce, de façon excitante. Pour ce faire, le design des nouvelles bibliothèques était prioritaire afin de montrer, par les lieux, l’évolution des bibliothèques en Idea Store. 
L’un des aspects importants du design des lieux est l’ouverture des lieux en une seule grande pièce ainsi que la visibilité de la pièce depuis l’entrée afin d’attirer les visiteurs dès leur arrivée. La notion de confort, très importante pour les Idea Store, s’est aussi manifestée dans la décision de ne pas inclure de barrières de sécurité et de comptoirs de services dans l’entrée. Cela permet de ne pas institutionnaliser les lieux, mais aussi d’enlever le sentiment de surveillance des usagers. Les Idea Store ne veulent donc pas ressembler à des institutions officielles, mais plutôt se rapprocher de l’ambiance du magasin de détail, d’où leur nom.
Le but du design et de l’engagement de ces nouvelles bibliothèques est ainsi d’accueillir les usagers et surtout de leur faire confiance pour engager leur environnement et alors assurer l’usage de ces nouvelles bibliothèques. Les Idea Store ont d’abord été créés et pensés pour augmenter l’utilisation des bibliothèques dans un quartier où celles-ci étaient délaissées.

## Les services
Les Idea Store bénéficient d’une approche unique et novatrice : partenariats étendus permettant une approche globale des prestations de service, leçons tirées du commerce et du marketing, intégration des services, création d'une image forte axée sur le client, consultation étendue et continue. Les centres sont en effet ouverts sept jours sur sept en libre service, et offrent, en plus des services traditionnels de la bibliothèque :
- un apprentissage tout au long de la vie (éducation, orientation, apprentissage familial, conseils) ;
- des services d’information et de soutien scolaire ;
- un espace d’expositions, de concerts ;
- un café et une garderie ;
- un parc informatique moderne ;
- un accès libre à Internet ;
- prêt de DVD, CD, cédéroms.

Chaque Idea store est donc bien plus qu’une bibliothèque : on vient y prendre des cours de danse, de yoga ou d’autres activités, faire garder ses enfants ou y rencontrer des amis, faire ses courses ou ses devoirs.  Des activités pour les enfants et des animations ont lieu dans la bibliothèque même : l’organisation d’un match de foot, par exemple, donnera lieu ensuite à des échanges de livres sur le foot. L’aspect ludique des activités proposées (« Learning is fun at your local Idea Store ») est mis en avant pour attirer le plus possible ceux qui ne vont jamais à la bibliothèque. Le « Idea magazine » informe les lecteurs sur l’offre culturelle des bibliothèques et du quartier (expositions, animations…). Les Idea store n’ont donc pas pour vocation d’être des bibliothèques de travail, ni de recherche mais bien des lieux de vie incontournables du quartier.
Le catalogue est consultable en ligne et le personnel, recruté localement, est chargé d’aider les usagers à trouver les livres qu’ils cherchent et à répondre à leurs questions quant aux ressources de la bibliothèque ou à la consultation d’Internet. Le principe même des Idea store est de laisser les usagers s’approprier les lieux comme ils le souhaitent : on peut manger ou boire en lisant, partant du principe que lorsque les gens qui empruntent sont chez eux, rien ne les empêche de manger en lisant. Dans la même idée, l’espace est aménagé afin de faciliter l’autonomie des personnes handicapées et des bibliobus circulent dans toute la ville, offrant un service de proximité aux personnes ne pouvant se déplacer (patients d'hôpitaux…).
L’acquisition des ouvrages est centralisée et les livres arrivent cotés et équipés dans chaque bibliothèque, prêts à être rangés. Le fonds reflète les besoins et les demandes du public mais souffre des éternels problèmes liés au budget (manque d’ouvrages de référence, livres parfois vieillots…) même s’il a été largement renouvelé et augmenté.
D’autre part, le service de prêt est entièrement automatisé : il n’y a pas de bureau de prêt mais des bornes automatiques qui permettent à chacun d’emprunter des livres grâce à la carte de lecteur. La réservation des postes Internet, entre autres services, passe également par cette carte. Si le prêt de livre et l’accès à Internet sont gratuits, les cours, formations et autres services sont payants (prêt de DVD et CD…).

## Les bâtiments

### Les sites
Sur les 7 Idea Store prévus, 5 sont déjà construits, le premier en 2002 :
- Bow (ouvert en mai 2002) ;
- Chrisp Street (ouvert le 19 juillet 2004) ;
- Whitechapel (ouvert le 22 septembre 2005) ;
- Canary Wharf (ouvert le 16 mars 2006) ;
- Watney Market (ouvert le 14 mai 2013)
- Bethnal Creen ;
- Isle of Dogs.

### Les architectes
Les bâtiments ont toute leur place dans la conception du projet. Ils doivent refléter, par leur emplacement et par leur design, les principes qui animent les Idea Store : accessibilité, polyvalence, image novatrice et contemporaine et donner envie aux gens d’y entrer.

Bisset Adams a conçu l’Idea Store de Bow, et Dearle & Henderson celui de Canary Wharf.

L’architecte David Adjaye, qui a conçu deux Idea Store (celui de Chrisp Street et de Whitechapel Road), a voulu favoriser la contribution de tous à la culture, à la créativité et à la vie civile. Son travail s’accorde parfaitement au concept des Idea Store, comme il l’explique au cours d’une interview réalisée en juin 2006 pour la Chronique ONU : 

« L'informel appliqué à l'architecture est un concept qui m'a beaucoup intéressé. […] Dans les Idea Store, les salles sont conçues de manière à pouvoir être modifiées. Il est intéressant de voir comment la communauté a compris qu'elle pouvait les utiliser comme couloirs modulables ou comme lieux d'accueil informels. Rien n'est fixé, on peut reconfigurer librement l'espace. Les seules choses qui soient fixes sont les vues à l'extérieur du bâtiment. »
« Il s'agit de tenter de découvrir une autre possibilité, une possibilité qui se débarrasse de la notion du formel, tout en étant inspiré par l'informel. » 

Pour lui, l’architecture a une influence sur la société: mise au service de la communication, de l’apprentissage et du développement elle a un rôle politique et  permet aux communautés qui s’approprient ces espaces « informels » de se constituer « une voix et un pouvoir ». Pour David Adjaye, cette idée est directement liée au concept de démocratie et de société civile « où le succès d'un bâtiment est déterminé non pas par sa fonction programmée mais par l'usage qu'en fait le public ».

## Bibliothèques du futur ou supermarchés culturels?

### Première évaluation du projet
Le projet n’est pas encore achevé mais on peut déjà constater que cette approche non traditionnelle de la bibliothèque a permis de remplir l’objectif premier qui consistait à stopper la baisse de fréquentation des bibliothèques et à doubler le nombre de prêts et d’inscriptions aux cours. L’offre d’accès à Internet est un plein succès : 60 % à 90 %  des ordinateurs sont utilisés en heure de pointe. Chrisp Street attire désormais plus de 30 000 visiteurs par mois (plus du triple que leurs prédécesseurs). La proximité des Idea store avec les centres commerciaux crée des pôles attractifs qui dynamisent l’économie et la vie culturelle du quartier. On peut également constater que les gens ont un grand respect pour les lieux : il y a très peu de vandalisme (vol de livres, matériel abîmé…) dans ces bibliothèques.

### Quelques remarques
Le projet soulève toutefois certaines questions :
- Le statut du personnel : les employés des Idea Store ne sont  pas des professionnels des bibliothèques ou de l’information. Ils sont recrutés localement pour certaines compétences, notamment savoir lire les langues étrangères (arabe, hindi…). Cela entre dans le cadre d’un projet visant à réhabiliter un quartier et à réconcilier la population avec les bibliothèques mais pourquoi ne pas recruter des professionnels au sein de la population du quartier, quitte à les former ? Sans doute une conséquence directe des contraintes liées au budget. Les coûts de fonctionnement sont réduits : peu de personnel, automatisation du prêt, des réservations pour Internet et d’autres services, traitement des documents centralisé de l’acquisition à la cotation, usagers rendus le plus autonomes possible…
- Le fonds est « ajusté » au public local et répond exactement aux demandes des communautés, peut-être au détriment de la Communauté ? Cette politique d’acquisition reflète en tout cas une approche très Anglo-saxonne de la société.
- Si c’est l’idée d’un partenariat entre bibliothèques et centres de formation qui est à l’origine des Idea Store, ce partenariat est en réalité bien plus vaste et c’est lui qui  garantit l’étendue du champ d’activité des centres depuis le soutien aux artistes locaux par des expositions jusqu’aux actions concernant la santé, la lutte contre l’analphabétisme, l’accès à des formations professionnelles…
- Idea Store est un concept novateur et adapté à une population et à un quartier précis. Heather Wills, directrice du projet, précise que le concept ne peut être implanté n’importe où car son succès dépend essentiellement de l’étude des besoins d’une population donnée pour laquelle il a été spécialement mis au point.
- Une bibliothèque « Idea Store » est-elle encore une bibliothèque ? Espaces hybrides, les Idea Store proposent en tout cas une nouvelle définition de la bibliothèque et des services qu’elle peut offrir en phase avec la société d’aujourd’hui et de demain.